# Wereldkampioenschappen kanosprint 2011
De wereldkampioenschappen kanosprint 2011 waren kampioenschappen voor kanoërs en kajakkers. De editie werd van 17 tot en met 21 augustus 2011 gehouden in het Hongaarse Szeged. Deze wereldkampioenschappen stonden in het teken van de Olympische Zomerspelen van 2012, op dit toernooi waren namelijk 176 van de 248 quotaplaatsen te verdelen.

## Medailles

### Mannen
| Onderdeel         | Goud                                                                                      | Goud              | Zilver                                                                             | Zilver            | Brons                                                                  | Brons             |
| Canadese kano (C) | Canadese kano (C)                                                                         | Canadese kano (C) | Canadese kano (C)                                                                  | Canadese kano (C) | Canadese kano (C)                                                      | Canadese kano (C) |
| ----------------- | ----------------------------------------------------------------------------------------- | ----------------- | ---------------------------------------------------------------------------------- | ----------------- | ---------------------------------------------------------------------- | ----------------- |
| C-1 200 m         | Valentin Demjanenko Azerbeidzjan                                                          | 39,339            | Ivan Sjtil Rusland                                                                 | 39,573            | Alfonso Benavides Spanje                                               | 39,687            |
| C-1 500 m         | Vladimir Fedosenko Rusland                                                                | 1.46,647          | Dzianis Harazja Wit-Rusland                                                        | 1.46,827          | Oleksandr Maksymsjoek Oekraïne                                         | 1.47,679          |
| C-1 1000 m        | Attila Vajda Hongarije                                                                    | 4.04,749          | David Cal Spanje                                                                   | 4.06,045          | Vadim Menkov Oezbekistan                                               | 4.08,151          |
| C-1 5000 m        | Michailo Kosjman Oekraïne                                                                 | 23.23,823         | Lukáš Koranda Tsjechië                                                             | 23.24,987         | José Luis Bouza Spanje                                                 | 23.55,173         |
| C-2 200 m         | Litouwen Raimundas Labuckas Tomas Gadeikis                                                | 37,101            | Rusland Victor Melantjev Nikolaj Lipkin                                            | 37,413            | Wit-Rusland Dzmitri Rabtsjanka Aljaksandr Vautsjetski                  | 37,599            |
| C-2 500 m         | Roemenië Alexandru Dumitrescu Victor Mihalachi                                            | 1.45,524          | Azerbeidzjan Sergij Bezoeglij Maksim Prokopenko                                    | 1.46,178          | Duitsland Peter Kretschmer Kurt Kuschela                               | 1.46,802          |
| C-2 1000 m        | Duitsland Stefan Holtz Tomasz Wylenzek                                                    | 2.42,643          | Azerbeidzjan Sergij Bezoeglij Maksim Prokopenko                                    | 2.43,525          | Roemenië Alexandru Dumitrescu Victor Mihalachi                         | 2.43,837          |
| C-4 1000 m        | Wit-Rusland Dzmitri Rabtsjanka Dzmitri Vaitsisjkin Dzianis Harazja Aljaksandr Vautsjetski | 3.26,703          | Roemenië Gabriel Gheoca Catalin Costache Florian Comanici Mihail Simon             | 3.28.071          | Hongarije Mátyás Sáfrán Mihály Sáfrán Henrik Vasbányai Szabolcs Németh | 3.28,113          |
| C-1 4×200 m       | Rusland Ivan Sjtil Jevgeni Ignatov Aleksej Korovasjkov Victor Melantjev                   | 2.46,955          | Azerbeidzjan Sergij Bezoeglij Maksim Prokopenko Valentin Demjanenko Andriy Kraytor | 2.48,341          | Duitsland Stefan Holtz Bjoern Waeschke Stefan Kiraj Sebastian Brendel  | 2.48,473          |
| Kayak (K)         |                                                                                           |                   |                                                                                    |                   |                                                                        |                   |
| K-1 200 m         | Piotr Siemionowski Polen                                                                  | 34,770            | Edward McKeever Verenigd Koninkrijk                                                | 34,986            | Ronald Rauhe Duitsland                                                 | 35,118            |
| K-1 500 m         | Marek Twardowski Polen                                                                    | 1.36,688          | Pavel Miadzvedzeu Wit-Rusland                                                      | 1.37,174          | Joeri Postrigaj Rusland                                                | 1.38,404          |
| K-1 1000 m        | Adam van Koeverden Canada                                                                 | 3.36,194          | Anders Gustafsson Zweden                                                           | 3.39,488          | Eirik Verås Larsen Noorwegen                                           | 3.39,818          |
| K-1 5000 m        | Max Hoff Duitsland                                                                        | 19.51,200         | Aleh Yurenia Wit-Rusland                                                           | 20.07,952         | Maximilian Benassi Italië                                              | 20.11.936         |
| K-2 200 m         | Frankrijk Arnaud Hybois Sebastien Jouve                                                   | 31,940            | Verenigd Koninkrijk Jonathan Schofield Liam Heath                                  | 32,156            | Wit-Rusland Raman Pjatroesjenka Vadzim Machnew                         | 32,390            |
| K-2 500 m         | Hongarije Dávid Tóth Tamás Kulifai                                                        | 1.28,134          | Litouwen Ričardas Nekrošius Andrej Olijnik                                         | 1.28,524          | Polen Denis Ambroziak Dawid Putto                                      | 1.28,848          |
| K-2 1000 m        | Slowakije Peter Gelle Erik Vlček                                                          | 3.20,626          | Zweden Markus Oscarsson Henrik Nilsson                                             | 3.21,478          | Rusland Vitaly Yurchenko Vasily Pogrebn                                | 3.21,544          |
| K-4 1000 m        | Duitsland Norman Broeckl Robert Gleinert Max Hoff Paul Mittelstedt                        | 2.47,734          | Australië Jacob Clear Murray Stewart Dave Smith Tate Smith                         | 2.48,724          | Rusland Ilja Medvedev Anton Vasiljev Anton Rjachov Oleg Zjestkov       | 2.49,516          |
| K-1 4×200 m       | Spanje Saúl Craviotto Ekaitz Saies Carlos Pérez Pablo Andres                              | 2.24,891          | Rusland Viktor Zavolsky Aleksandr Djatsjenko Michail Tamonov Jevgeni Salachov      | 2.25,701          | Denemarken Casper Nielsen Jimmy Bøjesen Kasper Bleibach Lasse Nielsen  | 2.25,821          |

### Vrouwen
| Onderdeel         | Goud                                                                   | Goud              | Zilver                                                                            | Zilver            | Brons                                                                       | Brons             |
| Canadese kano (C) | Canadese kano (C)                                                      | Canadese kano (C) | Canadese kano (C)                                                                 | Canadese kano (C) | Canadese kano (C)                                                           | Canadese kano (C) |
| ----------------- | ---------------------------------------------------------------------- | ----------------- | --------------------------------------------------------------------------------- | ----------------- | --------------------------------------------------------------------------- | ----------------- |
| C-1 200 m         | Laurence Vincent-Lapointe Canada                                       | 48,876            | Maria Kazakova Rusland                                                            | 50,166            | Stanilija Stamenova Wit-Rusland                                             | 51,192            |
| C-2 500 m         | Canada Laurence Vincent-Lapointe Mallorie Nicholson                    | 2.01,028          | Rusland Anastasia Ganina Natalja Marasanova                                       | 2.03,440          | Hongarije Kincső Takács Gyöngyvér Baravics                                  | 2.08,534          |
| Kayak (K)         |                                                                        |                   |                                                                                   |                   |                                                                             |                   |
| K-1 200 m         | Lisa Carrington Nieuw-Zeeland                                          | 39,998            | Marta Walczukiewicz Polen                                                         | 40,472            | Inna Osipenko-Radomska Oekraïne                                             | 40,670            |
| K-1 500 m         | Nicole Reinhardt Duitsland                                             | 1.47,068          | Danuta Kozák Hongarije                                                            | 1.47,396          | Inna Osipenko-Radomska Oekraïne                                             | 1.48,668          |
| K-1 1000 m        | Tamara Csipes Hongarije                                                | 4.11,388          | Krisztina Zur Verenigde Staten                                                    | 4.13,470          | Naomi Flood Australië                                                       | 4.14,124          |
| K-1 5000 m        | Tamara Csipes Hongarije                                                | 22.19,816         | Lani Belcher Verenigd Koninkrijk                                                  | 22.26,572         | Maryna Paltaran Wit-Rusland                                                 | 22.37,294         |
| K-2 200 m         | Hongarije Katalin Kovács Danuta Kozák                                  | 37,667            | Polen Karolina Naja Magdalena Krukowska                                           | 38,165            | Australië Joanne Brigden-Jones Hannah Davis                                 | 38,369            |
| K-2 500 m         | Oostenrijk Yvonne Schuring Viktoria Schwarz                            | 1.37,071          | Duitsland Franziska Weber Tina Dietze                                             | 1.37,275          | Polen Beata Mikolajczyk Aneta Konieczna                                     | 1.37,803          |
| K-2 1000 m        | Duitsland Anne Knorr Debora Niche                                      | 3.50,614          | Bulgarije Berenike Faldum Daniela Nedeva                                          | 3.50,950          | Hongarije Alíz Sarudi Erika Medveczky                                       | 3.53,416          |
| K-4 500 m         | Hongarije Gabriella Szabó Danuta Kozák Katalin Kovács Dalma Benedek    | 1.36,339          | Duitsland Carolin Leonhardt Silke Hörmann Franziska Weber Tina Dietze             | 1.37,521          | Wit-Rusland Iryna Pamialova Nadzeya Papok Volha Khudzenka Maryna Paltaran   | 1.37,887          |
| K-1 4×200 m       | Duitsland Nicole Reinhardt Conny Waßmuth Tina Dietze Carolin Leonhardt | 2.49,541          | Rusland Natalja Lobova Anastasia Sergejeva Natalja Proskoerina Svetlana Koedinova | 2.50,207          | Polen Marta Walczykiewicz Karolina Naja Aneta Konieczna Ewelina Wojnarowska | 2.50,951          |

### Medaillespiegel
| Plaats | Land                | Goud | Zilver | Brons | Totaal |
| 1      | Duitsland           | 6    | 2      | 3     | 11     |
| 2      | Hongarije           | 6    | 1      | 3     | 10     |
| 3      | Canada              | 3    | 0      | 0     | 3      |
| 4      | Rusland             | 2    | 6      | 3     | 11     |
| 5      | Polen               | 2    | 2      | 3     | 7      |
| 6      | Wit-Rusland         | 1    | 3      | 4     | 8      |
| 7      | Azerbeidzjan        | 1    | 3      | 0     | 4      |
| 8      | Spanje              | 1    | 1      | 2     | 4      |
| 9      | Roemenië            | 1    | 1      | 1     | 3      |
| 10     | Oekraïne            | 1    | 0      | 3     | 4      |
| 11     | Litouwen            | 1    | 1      | 0     | 2      |
| 12     | Oostenrijk          | 1    | 0      | 0     | 1      |
| 12     | Frankrijk           | 1    | 0      | 0     | 1      |
| 12     | Nieuw-Zeeland       | 1    | 0      | 0     | 1      |
| 12     | Slowakije           | 1    | 0      | 0     | 1      |
| 16     | Verenigd Koninkrijk | 0    | 3      | 0     | 3      |
| 17     | Zweden              | 0    | 2      | 0     | 2      |
| 18     | Australië           | 0    | 1      | 2     | 3      |
| 19     | Bulgarije           | 0    | 1      | 1     | 2      |
| 20     | Tsjechië            | 0    | 1      | 0     | 1      |
| 20     | Verenigde Staten    | 0    | 1      | 0     | 1      |
| 22     | Denemarken          | 0    | 0      | 1     | 1      |
| 22     | Italië              | 0    | 0      | 1     | 1      |
| 22     | Noorwegen           | 0    | 0      | 1     | 1      |
| 22     | Oezbekistan         | 0    | 0      | 1     | 1      |
| Totaal | Totaal              | 29   | 29     | 29    | 87     |

## Trivia
Bij de huldiging van de Duitse wereldkampioenen Anne Knorr en Debora Niche (K-2 1000 meter) speelde de organisatie het eerste couplet van het Duits volkslied af (Deutschland, Deutschland, Über alles, Über alles in der Welt|Duitsland, Duitsland, boven alles, boven alles in de wereld). Echter, sinds 1952 wordt bij officiële ceremonieën alleen het derde couplet gespeeld (Einigkeit und Recht und Freiheit, für das deutsche Vaterland|Eendracht en recht en vrijheid, voor het Duitse vaderland) en is het eerste couplet bij officiële gelegenheden verboden. Het eerste couplet was namelijk een van de twee volksliederen die de nationaalsocialisten voor en tijdens de Tweede Wereldoorlog gebruikten (1933-1945). De Duitsers reageerden op het spelen van het nazi-hymne tijdens de huldiging furieus. De Hongaarse organisatie stelde dat een Duitse vertegenwoordiger twee keer het lied te horen kreeg bij wijze van proef en beide keren niet ingreep. De Duitser zei echter dat hij twee keer het derde couplet heeft horen spelen en dat tijdens de huldiging er blijkbaar technisch iets mis was. Daarna gaven de Hongaren de fout toe en excuseerden zich, waarna de Duitsers die excuses accepteerden.